# Nikolaj Balbošin
Nikolaj Fëdorovič Balbošin (in russo Николай Фёдорович Балбошин?; Potsdam, 8 giugno 1949) è un ex lottatore sovietico, dal 1991 russo, specializzato nella lotta greco-romana.

## Palmarès

### Olimpiadi
- 1 medaglia:
  - 1 oro (Montréal 1976 nei 100 kg)

### Mondiali
- 5 medaglie:
  - 5 ori (Teheran 1973 nei 100 kg; Istanbul 1975 nei 100 kg; Göteborg 1977 nei 100 kg; Città del Messico 1978 nei 100 kg; San Diego 1979 nei 100 kg)

### Europei
- 8 medaglie:
  - 6 ori (Helsinki 1973 nei 100 kg; Ludwigshafen 1975 nei 100 kg; Leningrado 1976 nei 100 kg; Bursa 1977 nei 100 kg; Sofia 1978 nei 100 kg; Bucarest 1979 nei 100 kg)
  - 1 argento (Madrid 1974 nei 100 kg)
  - 1 bronzo (Jönköping 1984 nei 100 kg)